# Daniel Birnbaum

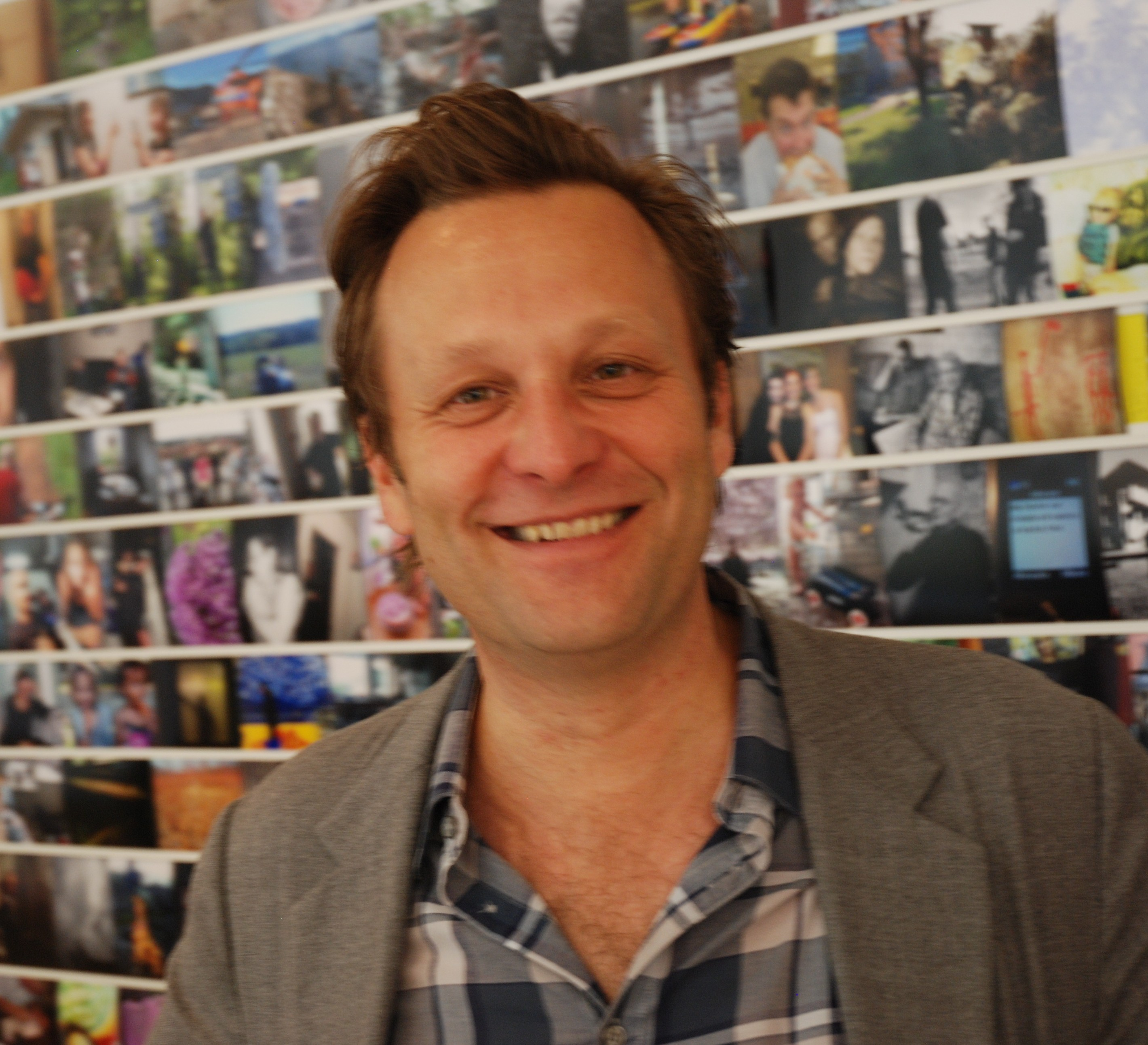
Daniel Birnbaum (2011)

Daniel Birnbaum (* 10. Juli 1963 in Stockholm) ist ein schwedischer Kunsthistoriker und Kurator. Von 2000 bis 2010 war er Rektor der Staatlichen Hochschule für Bildende Künste (Städelschule) in Frankfurt am Main. Von 1. November 2010 bis 2018 war Birnbaum Direktor des Moderna Museet in Stockholm.
Seit Anfang 2019 ist er Leiter des Unternehmens Acute Art in London. Acute Art befasst sich mit digitaler Kunst und deren Vermittlung. Birnbaum zu seinem Wechsel: „Ich hatte das große Privileg eine der besten Kunsthochschulen zu leiten, ein vorbildhaftes Museum für moderne Kunst und die bekannteste Biennale. Deshalb ist es ein guter Moment, die alte institutionelle Welt zu verlassen und auf unbekanntes Gebiet vorzudringen. Acute Art ist eine neue Art von Institution und im Begriff, die Führung im Feld von Kunst und Technologie zu erlangen. Dieser Schritt bedeutet ein Abenteuer, eine Reise in die Zukunft.“

## Leben und Wirken
Daniel Birnbaum studierte Kunstgeschichte, Philosophie und Literaturwissenschaft an der Universität Stockholm, der Freien Universität Berlin und der Columbia University in New York. Von 1989 bis 1997 war er Kunstkritiker der schwedischen Tageszeitungen Dagens Nyheter und Expressen sowie als Herausgeber und freier Kurator tätig. Von 1996 bis 1998 arbeitete er als Dozent für Kunsttheorie am University College of Art, Craft and Design in Stockholm. 1998 wurde Daniel Birnbaum an der philosophischen Fakultät der Stockholmer Universität mit einer Dissertation über Edmund Husserl promoviert.
Nach seiner Promotion übernahm Birnbaum bis 2000 die Leitung des schwedischen International Artists Studio Program in Stockholm (IASPIS). Er ist Verfasser zahlreicher Beiträge in internationalen Kunstzeitschriften wie Parkett, Artforum und Frieze. Außerdem beschäftigt sich Birnbaum in wissenschaftlichen Arbeiten und Übersetzungen mit Novalis, Edmund Husserl, Martin Heidegger, Gottlob Frege, Ludwig Wittgenstein, Jacques Derrida und Thomas Bernhard.
Im Jahr 2000 wurde Birnbaum Rektor und Nachfolger von Kasper König an der Frankfurter Städelschule. Er ist gleichzeitig Direktor des Portikus, einer renommierten Ausstellungshalle, die 2006 nach einem Umbau in neuen Räumen auf der Frankfurter Maininsel eröffnet wurde. Birnbaum gibt seine Leitungspositionen zum Beginn des Wintersemester 2010/2011 auf, bleibt jedoch Professor der Schule. Zu seinem Nachfolger wurde vom Konvent der Architekt, Kurator und Kunsttheoretiker Nikolaus Hirsch gewählt. Birnbaum war von 1. November 2010 bis 2018 Direktor des Moderna Museet in Stockholm, dem schwedischen Nationalmuseum für moderne Kunst.
Birnbaum hat an verschiedenen Biennalen mitgewirkt, unter anderem 2002 als Mitglied des internationalen Ausschusses der Manifesta Stiftung, als Co-Kurator des italienischen Pavillons der Biennale Venedig und 2005 als Co-Kurator der 1. Moskau Biennale für zeitgenössische Kunst. Ebenfalls 2005 war er Kurator von Uncertain States of America in Zusammenarbeit mit Hans-Ulrich Obrist. Er leitete 2009 zusammen mit dem Co-Direktor Jochen Volz die 53. Biennale von Venedig. Birnbaum ist künstlerischer Berater des Wiener museum in progress. Nach einer Studie des Fachmagazins ArtReview 2009 findet sich Birnbaum auf Platz vier der Liste der 100 einflussreichsten Menschen in der Branche. Birnbaum lebt in Stockholm. 2015 wählte ihn die Deutsche Akademie für Sprache und Dichtung zum Mitglied.
Daniel Birnbaum ist ein Enkel des deutschen Journalisten Immanuel Birnbaum. Er veröffentlichte 2018 eine fiktionale Biografie Dr. B. über dessen Flucht aus dem nationalsozialistischen Deutschland nach Schweden.

## Auszeichnungen
- 2018: Bundesverdienstkreuz am Bande, als „Kenner und Freund Deutschlands und unermüdlicher Förderer der schwedisch-deutschen Kulturbeziehungen.“

## Veröffentlichungen
Autor
- The Hospitality of Presence. Problems of Otherness in Husserl's Phenomenology. Dissertation Universität Stockholm. Almquist & Wiksell, Stockholm 1998; Neuauflage: Vorwort Hans Ulrich Obrist, Visualisierung Olafur Eliasson, Nachwort Sven-Olov Wallenstein. Sternberg Press, Berlin 2007, ISBN 978-1933128283
- Dr. B. Stockholm: Albert Bonniers förlag, 2018

Herausgeber
- Helt enkelt komplicerat och andra texter. Av Thomas Bernhard. Norstedt, Stockholm 1991, ISBN 91-1-911132-0
- Thomas Bayrle. 40 Years Chinese Rock 'n' Roll. Gemeinsam mit Udo Kittelmann, Hans-Ulrich Obrist. König, Köln 2006, ISBN 978-3865601001
- Die Sammlung Rausch/The Rausch Collection, W. König, Köln 2007, ISBN 978-3865602947
- Tobias Rehberger 1993 - 2008, Dumont, Köln 2008, ISBN 978-3832191269
- Under Pressure. Pictures, Subjects, and the New Spirit of Capitalism. Gemeinsam mit Isabelle Graw. Sternberg Press, Berlin 2008, ISBN 978-1-933128-27-6
- mit Anders Olsson: Notes on melancholy and cannibalism, in Aris Fioretos Hg.: Babel. Für Werner Hamacher. Urs Engeler, Basel 2009, ISBN 3-938767-55-3, S. 49–54
- Olafur Eliasson - Innen Stadt Außen, Katalog zur Ausstellung im Gropiusbau, Berlin 2010, ISBN 978-3-86560-765-2